# Luísa Sofia de Eslésvico-Holsácia-Sonderburgo-Augustemburgo
Teodora Luísa Sofia Adelaide Henriqueta Amélia (8 de abril de 1866 - 28 de abril de 1952) foi uma filha do duque Frederico VIII de Eslésvico-Holsácia e da princesa Adelaide de Hohenlohe-Langenburg.

## Família
Luísa era a sexta filha do duque Frederico VIII de Eslésvico-Holsácia e da sua esposa, a princesa Adelaide de Hohenlohe-Langenburg. Era irmã mais nova da princesa Augusta Vitória de Eslésvico-Holsácia, imperatriz da Alemanha através do seu casamento com o kaiser Guilherme II e do duque Ernesto Gunter de Eslésvico-Holsácia.
Os seus avós paternos eram o duque Cristiano Augusto II de Eslésvico-Holsácia e a condessa Luísa Sofia de Danneskjold-Samsøe. Os seus avós paternos eram o duque Ernesto I de Hohenlohe-Langenburg e a princesa Feodora de Leiningen, meia-irmã da rainha Vitória do Reino Unido.

## Casamento e descendência
No dia 24 de Junho de 1889, a princesa Luísa casou-se com o príncipe Frederico Leopoldo da Prússia. Frederico era o filho mais novo do príncipe Frederico Carlos da Prússia e da princesa Maria Ana de Anhalt-Dessau e um bisneto do rei Frederico Guilherme III da Prússia. O seu casamento curou uma velha ferida, visto que o pai do noivo tinha sido um dos principais responsáveis pela vitória da Prússia em Eslésvico-Holsácia durante a Eslésvico-Holsácia.
O casamento foi uma grande cerimónia, realizada no Palácio de Charlotemburgo em Berlim. Um espectador comentou que a cerimónia “foi executada com todo o esplendor que tal evento exigia e mostrou que o imperador não está disposto a desistir de nenhuma da pompa e circunstância que foram típicas dos seus antepassados, não, de facto até as tem vindo a aumentar". Estiveram presentes muitas figuras importantes, incluindo o cunhado de Luísa, o cáiser Guilherme II, e o rei Jorge I da Grécia. Juntos tiveram quatro filhos:
- Vitória Margarida da Prússia (17 de abril de 1890 - 9 de setembro de 1923), casada com o príncipe Henrique XXXIII Reuss de Köstritz; com descendência.
- Frederico Sigismundo da Prússia (17 de Dezembro de 1895 - 27 de julho de 1927), casado com a princesa Maria Luísa de Schaumburg-Lippe; com descendência.
- Frederico Carlos da Prússia (6 de abril de 1893 - 6 de Abril de 1917), morto em combate durante a Primeira Guerra Mundial; sem descendência.
- Frederico Leopoldo da Prússia (17 de agosto de 1895 - 27 de novembro de 1954); sem descendência.

## Vida
Luísa esteve muitas vezes perto da morte. Em 1896, enquanto patinava no gelo perto do Castelo de Glenicke em Potsdam, o gelo quebrou, levando consigo Luísa e uma das suas damas-de-companhia. Apesar de terem sido salvos, o príncipe Frederico Leopoldo foi repreendido por Guilherme II e condenado a passar duas semanas preso no seu quarto. Guilherme era cunhado de Luísa e, segundo uma fonte, terá repreendido Frederico devido à indiferença que mostrou perante o acidente da esposa. No ano seguinte, Luísa caiu de uma sela quando estava a andar de cavalo e foi arrastada por ele pela estrada, acabando por ser salva pelo ajudante-de-campo do seu marido.
Luísa representava muitas vezes a sua irmã, a imperatriz, em eventos sociais e visitas a hospitais. Teve uma vida muito sofrida, visto que três dos seus quatro filhos morreram novos enquanto ela ainda estava viva. O seu filho Frederico Carlos foi o primeiro, vindo a morrer de ferimentos graves contraídos durante a Primeira Guerra Mundial em 1917, Vitória morreu em 1923 de gripe espanhola, e Frederico Sigismundo morreu devido a uma queda de cavalo em 1927. Luísa morreu no dia 28 de abril de 1952, aos 86 anos de idade em Bad Nauhein, Hesse, Alemanha.